# 예르마

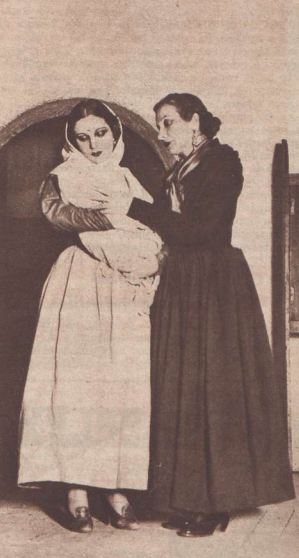

《예르마》(Yerma)는 페데리코 가르시아 로르카가 지은 비극 3부작으로서, 그 두 번째 작품이다.

## 배경
에스파냐의 시인이자 극작가인 로르카의 3대 비극의 두 번째 작품인 ≪예르마≫는 갈망하는 아이를 결국 갖지 못하는 좌절한 여인의 모습을 보여 주고 있다. 이 작품은 또 스페인 황금세기의 가장 중심 테마였던 명예에 대해서도 함께 다루고 있다. 그토록 자식을 갖고자 열망하는 예르마를 빅토르나 다른 남자에게 가지 못하게 하면서 예르마에게 무관심한 남편에게는 충실하도록 만든 것이 바로 그것이다. 물론 이 테마는 주인공에게만 적용되는 것이 아니라 극중 다른 인물들을 통해서나 작품 전체를 두고 다루어지고 있다. 예르마의 절망이 커지면 커질수록, 집에 없는 날이 많으면 많을수록 그녀의 남편 후안은 자기의 이름에, 자기의 명예에 손상이 갈까 봐 이웃 사람들의 말에 신경을 곤두세운다. 예르마에게 있어 명예는 덕스러움에 근거하고 도덕적인 면에서 올바른 것인 반면 후안의 명예관은 여론이나 평판이다.
그녀가 갖고 있는 명예관은 종교적·윤리적인 규율 이전의 법이다. 가슴속에 남편에 대한 증오를 갖고 있으면서도 자기에게 자식을 줄 수 있는 다른 남자에게 갈 희망을 묻어 버린다. 이렇게 함으로써 그녀는 외형상의 복종을 충실하게 해낸다. 이것을 피할 수 없는 여자의 숙명으로 받아들이는 예르마는 어떻게 그런 사고를 갖게 되었는지 의식하지 못한 채 여자 본인의 의지와는 전혀 무관하게 여자에게 부여된, 이해할 수 없는 올가미를 목에 걸고 살아가야 하는 운명적인 삶을 이미 받아들였다. 이 작품의 비극성은 어디에 있는 것에 대해서는, 자기의 의지와는 무관하게 강요된 법에 맞춰 살아야 하는 것이 여자의 도덕이라고 생각하는 예르마의 사고일지, 아니면 그렇게 살다가 자기의 희망을 이루지도 못하고 사그라져 버리는 데 있는 것인지를 질문하고 있다.
여성의 영혼 깊이 숙명처럼 박혀 있는 존재 이유를 모성애에 두고 본능과 싸움을 벌이는 ‘3막 6장으로 된 비극 시’인 ＜예르마＞는, ＜피의 혼례＞를 발표한 뒤 1년 만인 1934년 2월 29일 토요일 밤, 마드리드의 에스파뇰 극장 무대에 올라간 이후로 1935년 4월 20일까지 150회를 거듭해서 상연되었다. 바르셀로나에서는 같은 해 9월 17일부터 10월 20일까지 상연되었고, 그 밖의 여러 도시를 순회공연하며 대단한 인기를 누렸던 작품이다. 그러한 성공에는 여러 가지 이유가 있겠으나, 무엇보다 이 작품이 안고 있는 극적 긴장감이 탁월하다는 데 있을 것이다. 단 하나의 열정에 집착해 사는 그의 인물이 지독할 정도로 너무나 인간적이기 때문이다. 여성의 수태와 관련된 일들이 등장인물들의 경험과 열정으로 나타나고 있는 에우리피데스의 비극 ＜헤카베＞나 ＜메데이아＞, ＜엘렉트라＞나 ＜이피게네이아＞, 그리고 세네카의 ＜메데이아＞보다 좀 더 현실성을 갖고 서정적으로 그려지고 있다.